# 高陵镇 (烟台市)
高陵镇，是中华人民共和国山東省烟台市牟平区下辖的一个乡镇级行政单位。

## 行政区划
高陵镇下辖以下地区：
高陵村、西洼村、曲家疃村、祝家疃村、唐家夼村、后沟村、南辛峪村、店村、沙巷子村、郭家村、徐村、屯地沟村、于家疃村、王疃村、杜家疃村、瓦屋屯村、下雨村、集后村、邹家埠村、东屯车夼村、西屯车夼村、薛家村、李家村、磨山村、下夼村、后夼村、棉花洲村、槐树庄村、嵠山后村、里二地村、冰流旺村、上潘家庄村、下潘格庄村、鲍家泊村、峰山庄村、后岩村、双山屯村、双山寨村、双山埠村、侯家庄村、范家庄村、苏家口村、东夼村、潘家屯村、马庄村、碾子头村、刘庄村、马家疃村、阎庄村、姜疃村、上王格庄村、孙家沟村、小张家夼村、大张家夼村、黄家营村和玉河庄村。

## 人口
2010年中国第六次人口普查时，高陵镇共有人口32905人。共有家庭11408户，平均每户2.86人。14岁以下的少年儿童共2575人，占总人口7.825%；15-64岁人口共24953人，占总人口75.83%；65岁及以上的老年人共5377人，占总人口的16.34%。男性共计16742人，占总人口50.87%；女性共计16163，占总人口49.12%。本地居住的人口中，拥有本地户籍的人口为31201人，占94.82%。